# Kohren-Sahlis
Kohren-Sahlis település Németországban, azon belül Szászország tartományban. Lakosainak száma 2611 fő (2015. december 31.).

## Népesség
A település népességének változása:

| 2015 | 2 611 |